# Guermantes
Guermantes (franskt uttal: [ɡɛʁmɑ̃t]
 ( lyssna)) är en kommun i departementet Seine-et-Marne i regionen Île-de-France i norra Frankrike. Kommunen ligger i kantonen Lagny-sur-Marne som tillhör arrondissementet Torcy. År 2022 hade Guermantes 1 151 invånare.

## Befolkningsutveckling
| Befolkningsutvecklingen i Guermantes 1968–2021 | Befolkningsutvecklingen i Guermantes 1968–2021 | Befolkningsutvecklingen i Guermantes 1968–2021 | Befolkningsutvecklingen i Guermantes 1968–2021 | Befolkningsutvecklingen i Guermantes 1968–2021 |
| ---------------------------------------------- | ---------------------------------------------- | ---------------------------------------------- | ---------------------------------------------- | ---------------------------------------------- |
|                                                |                                                |                                                |                                                |                                                |
| År                                             |                                                |                                                | Folkmängd                                      |                                                |
| 1968                                           | 1968                                           |                                                | 169                                            |                                                |
| 1975                                           | 1975                                           |                                                | 243                                            |                                                |
| 1982                                           | 1982                                           |                                                | 489                                            |                                                |
| 1990                                           | 1990                                           |                                                | 1 128                                          |                                                |
| 1999                                           | 1999                                           |                                                | 1 392                                          |                                                |
| 2007                                           | 2007                                           |                                                | 1 289                                          |                                                |
| 2015                                           | 2015                                           |                                                | 1 139                                          |                                                |
| 2021                                           | 2021                                           |                                                | 1 148                                          |                                                |